# Rebecka Liljeberg
Rebecka Månstråle Liljeberg, ibland stavat Rebecca Liljeberg, född 13 maj 1981 i Turinge församling  i Södertälje kommun i Stockholms län, är en svensk läkare och tidigare skådespelare. Hon är mest känd som rollfiguren Agnes i Fucking Åmål, en roll hon fick Guldbaggen som bästa kvinnliga skådespelare för. År 2003 avslutade hon sin skådespelarkarriär.

## Biografi
Rebecka Liljeberg, som har svensk mor och finländsk far, flyttade runt mycket under sin uppväxt och gick i flera skolor. En tid bodde hon i Nynäshamn där hon under åren 1993–1997 var aktiv i Vår Teater (Nynäshamns Ungdomsteater), och hon flyttade hemifrån redan vid 15 års ålder. Som 10-åring gjorde hon sin skådespelardebut som Sophie i SVT:s julkalender Sunes jul, 1991.
Liljeberg har efter teateråren medverkat i ett flertal filmer. Hon uppmärksammades i kortfilmen Närkontakt (1997) och fick året efter rollen som Agnes Ahlberg i Lukas Moodyssons uppmärksammade debutfilm Fucking Åmål. Den rolltolkningen gav henne och medspelaren Alexandra Dahlström varsin Guldbagge för bästa kvinnliga huvudroll. Hennes namn som skådespelare skrevs i den och i de flesta andra av hennes filmer som Rebecca Liljeberg. Den stavningen började hon använda i samband med att hon gick på en engelskspråkig skola i ungdomen.
Rebecka Liljebergs sista skådespelarbidrag var i den ryska filmen Medvezjnij potseluj (ryska: 'Björnens kyss') från 2002. Därefter lämnade hon skådespelarkarriären bakom sig. 1999, samma år som hon tog emot sin Guldbagge, sa hon att hon inte trodde på en framtid som skådespelare. Hon ville hellre arbeta med barn, eventuellt som barnläkare.
Liljeberg hade hoppat av gymnasiet eftersom det inte gick att kombinera med hennes skådespelande. Därför läste hon in gymnasiet på Komvux parallellt med diverse olika mindre arbetsuppdrag utanför filmvärlden. Ett tag arbetade hon på ett datorföretag. Hon skrev även lite för dagstidningen Svenska Dagbladet.
Åren 2003–2009 studerade hon till läkare vid Karolinska institutet i Solna. Senare har hon tjänstgjort som ST-läkare vid Södersjukhuset i Stockholm.

## Liljebergs skådespeleri
Liljeberg har sagt att hon ser arbetet som skådespelare och teatern som ett psykologiskt laboratorium, där man kan testa olika identiteter. Liljebergs porträtt av Agnes i Fucking Åmål blev mycket uppmärksammat som ett identifikationsobjekt för tonårsflickor i en känslig period i livet när man söker sin egen identitet. En snarlik rolltolkning gjorde hon i den efterföljande filmen Sherdil, där hennes rollfigur var en självsäker men annorlunda flicka.

## Familj och fritid
Liljeberg har tre barn. Hon har själv två yngre systrar och en yngre bror.
Hon var datorintresserad i ungdomen och lärde sig tidigt att programmera. Hennes tekniska färdigheter ledde senare till en del uppdrag att skapa hemsidor åt olika företag.

## Filmografi
- 1991 – Sunes jul (TV-serie)
- 1997 – Närkontakt (kortfilm)
- 1998 – Längtans blåa blomma (TV-serie)
- 1998 – Fucking Åmål
- 1999 – Sherdil
- 1999–2000 – Eva & Adam (TV-serie)
- 1999 – Där regnbågen slutar
- 2000 – Födelsedagen
- 2000 – Skärgårdsdoktorn (TV-serie)
- 2002 – Bear's Kiss (ryska: Medvezjij potseluj)

Dessutom deltog Liljeberg som produktionsassistent på 1998 års Lithivm.

## Utmärkelser
- 1999 – Guldbaggen för Bästa skådespelerska[12]